# Османов, Сейтумер Османович
Сейтуме́р Осма́нович Осма́нов (крымскотат. Seyitümer Osman oğlu Osmanov, Сейитумер Осман огълу Османов; 20 декабря 1907, Буюк-Озенбаш — 2008, Ташкент, Узбекистан) — советский крымскотатарский и узбекский ихтиолог и паразитолог, Заслуженный деятель науки Узбекистана (1964) и Каракалпакстана (1978), доктор биологических наук, профессор.

## Биография
Родился 20 декабря 1907 года в селе Буюк-Озенбаш Богатырской волости Ялтинского уезда в крестьянской крымскотатарской семье. Отец — Осман-эфенди, мать — Ханий-апте. Имел трех братьев: Сейтбекира, Юсуфа и Муслюма. Окончил медресе, в котором впоследствии преподавал. До конца жизни был убежденным последователем Исмаила Гаспринского.
В 1923—1929 годах учился в крымскотатарской школе-интернате в Симферополе. Среднее образование получил на родном крымскотатарском языке. После окончания школы, в 1929—1933 годах, учился на биологическом отделении Крымпединститута, после чего был оставлен в аспирантуре на кафедре зоологии. Его научным руководителем был И. И. Пузанов. Практикум по ихтиологии проходил на базе Севастопольской биологической станции. Темой диссертации была «Биология-экология крымской быстрянки и её роль в круговороте органических веществ в условиях пресноводных водоемов Крыма». Однако впоследствии у Пузанова возник конфликт с деканом биологического отделения, М. Ф. Гусевым, который отрицательно относился к подготовке «национальных» научных кадров. В результате Пузанов отказался работать под руководством Гусева и уехал из Крыма, а Османов остался без научного руководителя.
В 1934 году Османов покинул родной Крым и перевелся в аспирантуру в Ленинградского педагогического института им. А. Герцена, где до 1937 года учился в аспирантуре на кафедре зоологии и дарвинизма, также проходил стажировку в лаборатории академика К.И. Скрябина. За три года он подготовил кандидатскую диссертацию на тему «Паразитофауна рыб Чёрного моря», научным руководителем которой выступил профессор В. А. Догель. Результаты его диссертации были опубликованы в фундаментальном труде: Османов С. О. Материалы к паразитофауне рыб Чёрного моря // Ученые Записки Ленинградского педагогического института им. А. И. Герцена, Каф. Зоологии и Дарвинизма. — 1940. — Т. 30. — С. 187—265. Эта научная статья стала первой научной работой, где было подробно описано описано паразитов рыб в районе мыса Тарханкут, в Севастопольской бухте и Днепровском лимане. Был описан ряд новых видов, много видов впервые найдены в Чёрном море и на Украине.
После защиты диссертации Османов пытается перевестись в родной Крым, однако декан биологического отделения М. Ф. Гусев отказывают ему в трудоустройстве, поскольку его брат — Муслюм Османов на то время был обвинен в национализме. (Муслюм Османов занимал должность заместителя наркома просвещения Крымской АССР, и переводил учебники для школ, изданных в Москве, на крымскотатарском языке.) Проработав в 1938—1940 годах в Челябинском пединституте доцентом и заведующим кафедрой зоологии, Сейтумер О. Османов в начале 1940 года переводится в Крым на Севастопольскую биологическую станцию старшим научным сотрудником под руководство профессора Водяницкого, пытаясь продолжить изучение паразитов морских рыб. Его работе помешала война. Несмотря на звание младшего лейтенанта, Сейтумеру Османову было отказано в мобилизации без всякого объяснения. В августе 1941 года был направлен в село Отаркой, тогда Куйбышевского района, преподавать в школе с крымскотатарским языком обучения. Там он и попал под оккупацию. После бомбардировок села, 1 ноября 1941 года, школа перестала работать, а Сейтемур с братом вступили в ряды партизанского отряда, который состоял из крымских татар. Весь период гитлеровской оккупации он боролся с врагами в рядах этого отряда, однако с возвращением советской власти, в мае 1944, был обвинен в сотрудничестве с оккупантами и депортирован в Узбекистан. Там он устраивается 1 сентября 1944 года на должность доцента зоологии, впоследствии заведующего кафедрой химии и биологии в Каракалпакском объединенном учительском и педагогическом институте.
До 1949 года он значительно развил преподавательскую деятельность в институте, был открыт новый биолого-химический факультет. Однако в 1949 году вышло постановление НКВД, которой крымским татарам запрещалось заниматься преподавательской деятельностью, если они не являются членами партии. Османов был освобожден от должности в конце 1949 года. Далее он работал в Каракалпакском НИИ экономики и культуры, который в 1957 году был преобразован в Комплексный НИИ Узбекской Академии наук. Османов занял должность заведующего сектором зоологии и паразитологии, а также организовал и возглавил лабораторию паразитологии и ихтиологии. В эту лабораторию он приглашал выпускников со всего СССР. С.О. Османов организовывал многочисленные экспедиции по исследованию водоёмов бассейна Аральского моря, опубликовал более 150 научных работ, итоги исследований были им изложены в книге «Паразиты рыб Узбекистана». В 1969 году он защитил докторскую диссертацию. Под его руководством было защищено 7 кандидатских диссертаций. Параллельно на общественных началах занимал следующие посты: был постоянным членом президиума АН Узбекистана, выполнял обязанности заместителя председателя Ученого совета естественно-экономических наук, работал председателем Консультативного совета по болезням рыб Среднеазиатского бассейнового отделения Межведомственной Ихтиологической комиссии.
К 100-летию со дня рождения С. О. Османова на родине вышла книга его мемуаров «Дорога длиною в век», 2007 которую он закончил в рукописи к 2002 году.
Награждён орденами Трудового Красного Знамени, Великой Отечественной войны, Жансорат (Доблесть). За развитие гельминтологической науки награжден медалью
к столетию К. И. Скрябина.
30 декабря 1981 года он ушел на пенсию.
В его честь названы такие новые виды:
- «Contracaecum osmanovi» Mossowoy, 1951.
- «Dactylogyrus osmanovi» Urazbaev, 1966.
- «Chloromyxum osmanovi» Karataew, 1983.